# O que a Gente Faz Fala Muito Mais do que só Falar
O que a Gente Faz Fala Muito Mais do que só Falar é o terceiro álbum de estúdio da banda brasileira de rock Fruto Sagrado, lançado em 1995. Primeiro disco da banda com Bene Maldonado, a obra foi a última da banda lançada pela Gospel Records.
Considerado, por parte do público, como um dos seus melhores álbuns, a obra mescla metal progressivo, hard rock e heavy metal. Em 2018, foi considerado o 49º melhor álbum da década de 1990, de acordo com lista publicada pelo Super Gospel.
Nesta época, o grupo estava sendo bastante influenciado pelos trabalhos da banda Dream Theater, o que refletiu nas letras. Marcão, em entrevista, disse: "O que a gente faz fala muito mais do que só falar já não teve tanta receptividade assim, porque é um CD que só músico entende. A banda toda estava curtindo muito o trabalho do Dream Teather, uma banda secular americana que tem uma matemática muito louca nas composições. E a gente continuou gostando muito do trabalho da banda, mas vimos que é muito difícil para quem não é músico digerir aquilo que está sendo tocado. O que as pessoas querem realmente é pular, se divertir e com aquelas músicas cabeludas não tinha jeito".
Entre as faixas, está um instrumental de seis minutos e duas canções em inglês. O álbum foi o segundo do grupo distribuído pela gravadora Gospel Records.
| Críticas profissionais | Críticas profissionais |
| Avaliações da crítica  | Avaliações da crítica  |
| Fonte                  | Avaliação              |
| ---------------------- | ---------------------- |
| O Propagador           | [ 5 ]                  |
| Super Gospel           | (favorável)            |

## Faixas
1. "55221"
2. "Retórica"
3. "Bomba Relógio"
4. "A Missão"
5. "Presente"
6. "Internal War"
7. "Heaven or Hell?"
8. "Música"
9. "Podridown"
10. "Nosso Erro"
11. "Amor de Deus"
12. "The First Stone"

## Ficha técnica
Banda
- Marcão - vocais, baixo
- Bênlio Bussinguer - teclado
- Bene Maldonado - guitarras
- Flávio Amorim - bateria